# Nati nel 1601
| Questa pagina contiene informazioni ricavate automaticamente dalle voci biografiche con l'ausilio del template Bio e di un bot. L'aggiornamento è periodico e automatico e ricostruisce completamente la pagina. Se manca una persona in questa lista, sei pregato di non aggiungerla, ma accertati piuttosto che la sua voce biografica contenga il template Bio e che i dati anagrafici siano correttamente compilati. Se il template Bio manca, inseriscilo tu stesso o, in alternativa, metti l'avviso {{tmp\|Bio}} che ne segnala la mancanza. Se i dati riportati sono sbagliati, correggi direttamente la voce biografica; le modifiche saranno visibili in questa lista entro pochi giorni. Per chiarimenti vedi il progetto biografie. La lista contiene solo le 78 persone che sono citate nell'enciclopedia e per le quali è stato implementato correttamente il template Bio. Pagina aggiornata al 18 apr 2025. |

## Gennaio(6)
- 4 gennaio - Daniel Vertangen, pittore e disegnatore olandese († 1681)
- 8 gennaio - Baltasar Gracián, gesuita, scrittore e filosofo spagnolo († 1658)
- 12 gennaio - Adrian Scrope, militare inglese († 1660)
- 17 gennaio - Marie de La Tour d'Auvergne, duchessa francese († 1665)
- 19 gennaio - Guido Cagnacci, pittore italiano († 1663)
- 29 gennaio - Sebastián Izquierdo, filosofo, scrittore e teologo spagnolo († 1681)

## Febbraio(1)
- 23 febbraio - Antoine Le Quieu, religioso francese († 1676)

## Marzo(8)
- 5 marzo - Johann Michael Moscherosch, scrittore tedesco († 1669)
- 6 marzo - Willem Hermans, organaro e gesuita olandese († 1683)
- 11 marzo - Charles Huault de Montmagny, funzionario francese († 1657)
- 19 marzo - Alonso Cano, scultore, architetto e pittore spagnolo († 1667)
- 20 marzo - Enrico di Lorena-Harcourt, generale francese († 1666)
- 22 marzo - John Scudamore, I visconte Scudamore, politico e diplomatico inglese († 1671)
- 23 marzo - John Booker, astrologo inglese († 1667)
- 31 marzo - Giacomo Micaglia, linguista e lessicografo italiano († 1654)

## Aprile(3)
- 11 aprile - Martin Droeshout, incisore inglese († 1650)
- 21 aprile - Camillo Domenico Rospigliosi, nobile e mecenate italiano († 1670)
- 22 aprile - Carlo Filippo Vasa, principe svedese († 1622)

## Maggio(3)
- 6 maggio - Filippo Briezio, gesuita, storico e cartografo francese († 1668)
- 10 maggio - Cherubina dell'Agnus Dei, religiosa e mistica italiana († 1663)
- 27 maggio - Antonio Daniel, missionario francese († 1648)

## Giugno(1)
- 21 giugno - Godfried Henschen, gesuita, storico e diplomatista belga († 1681)

## Luglio(3)
- 3 luglio - Marcantonio II Borghese, nobile italiano († 1658)
- 18 luglio - Filippo I di Schaumburg-Lippe, nobile tedesco († 1681)
- 30 luglio - Anna Eleonora d'Assia-Darmstadt, nobile († 1659)

## Agosto(4)
- 8 agosto - Pelagius Schläpfer, politico svizzero († 1680)
- 17 agosto - Pierre de Fermat, matematico francese († 1665)
- 22 agosto - Georges de Scudéry, romanziere e drammaturgo francese († 1667)
- 31 agosto - Guy Patin, medico e scrittore francese († 1672)

## Settembre(7)
- 1º settembre - Raffaello Carrara, medico e poeta italiano († 1670)
- 13 settembre - Jan Bruegel il Giovane, pittore fiammingo († 1678)
- 22 settembre - Anna d'Asburgo, sovrana († 1666)
- 22 settembre - Justus van Egmont, pittore fiammingo († 1674)
- 27 settembre - Luigi XIII di Francia, re († 1643)
- 28 settembre - Elisabetta di Harrach, contessa austriaca († 1655)
- 30 settembre - Troilo IV de' Rossi, condottiero italiano († 1635)

## Ottobre(4)
- 7 ottobre - Florimond de Beaune, matematico francese († 1652)
- 11 ottobre - Pompeo Frigimelica, pittore italiano († 1669)
- 24 ottobre - Alvise Contarini, doge († 1684)
- 27 ottobre - Gaston-Henri de Bourbon-Verneuil († 1682)

## Novembre(5)
- 9 novembre - Federico Guglielmo di Teschen, duca († 1625)
- 14 novembre - Giovanni Eudes, religioso francese († 1680)
- 15 novembre - Cecco Bravo, pittore italiano († 1661)
- 15 novembre - Anton Matthäus II, giurista tedesco († 1654)
- 18 novembre - Ovidio Montalbani, matematico, medico e astronomo italiano († 1671)

## Dicembre(3)
- 25 dicembre - Ernesto I di Sassonia-Gotha-Altenburg, duca tedesco († 1675)
- 26 dicembre - Alessandro Marsili, filosofo italiano († 1670)
- 31 dicembre - Andrea Peschiulli, poeta italiano († 1691)

## Senza giorno specificato(30)
- Benadduce Benadduci, magistrato italiano († 1643)
- Pieter de Bloot, pittore olandese († 1658)
- Petar Bogdan, storico bulgaro († 1674)
- Paulus Bor, pittore olandese († 1669)
- Jean Bourdon, funzionario francese († 1668)
- Spencer Compton, II conte di Northampton, ufficiale e politico inglese († 1643)
- Raphael Cotoner, militare spagnolo († 1663)
- Michele Desubleo, pittore fiammingo († 1676)
- Juan Do, pittore spagnolo († 1656)
- Marija Vladimirovna Dolgorukova, nobile russa († 1625)
- John Earle, vescovo anglicano inglese († 1665)
- Giovanni Battista Giattini, gesuita, filologo e linguista italiano († 1672)
- Jacques Goar, presbitero, filologo classico e bizantinista francese († 1653)
- Arthur Haselrig, militare britannico († 1661)
- Eitel Federico II di Hohenzollern-Hechingen, principe († 1661)
- François L'Hermite, scrittore e drammaturgo francese († 1655)
- Jusepe Leonardo, pittore spagnolo († 1652)
- Agostino Locci, architetto e scenografo italiano
- Tommaso Luini, pittore italiano († 1636)
- Terence Albert O'Brien, vescovo cattolico irlandese († 1651)
- Angelo Petricca, missionario e scrittore italiano († 1673)
- Diego de Rosales, storico e scrittore spagnolo († 1677)
- Sa'eb di Tabriz, scrittore persiano († 1677)
- Giuseppe Silos, religioso e scrittore italiano († 1674)
- Edward Somerset, II marchese di Worcester, nobile e inventore inglese († 1667)
- John Talbot, X conte di Shrewsbury, nobile inglese († 1654)
- Mario Theodoli, cardinale e vescovo cattolico italiano († 1650)
- Lodovico Vedriani, storico italiano († 1670)
- Virginia Vezzi, pittrice italiana († 1638)
- Frans Ykens, pittore fiammingo († 1693)